# 1930
1930 (MCMXXX) var ett normalår som började en onsdag i den gregorianska kalendern.

## Händelser

### Januari
- 1 januari – I Folkans nyårsrevy debuterar Karlstadsflickan Zarah Leander i Stockholm [1].
- 5 januari – Kollektivjordbruk införs i Sovjetunionen [2].

### Februari

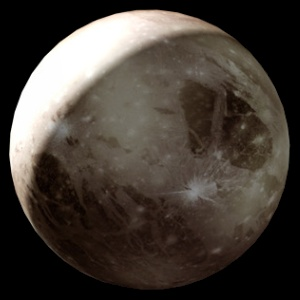
Pluto.

- 18 februari – Himlakroppen Pluto upptäcks av den amerikanske astronomen Clyde Tombaugh.[3]
- 26 februari – Sverige har nu en halv miljon telefonabonnenter [2], en på var tolfte invånare [1].
- 27 februari – Norge annekterar Peter I:s ö [4].

### Mars
- 4 mars – Över 1 000 personer omkommer och 30 000 blir hemlösa vid översvämningar i Frankrike [5].
- 9–10 mars – 21 000 liter sprit hittas i tiolitersdunkar i en sjöbod som tillhör en obebodd lägenhet ägd av en fyrmästare på Svenska Högarna [6].
- 12 mars – Spritsmugglarkungen Algot Niska grips i Stockholms skärgård sedan polisen hittat 21 000 liter sprit i en sjöbod på Sundskär [7].
- 13 mars – Forskare på Lowellobservatoriet i Flagstaff meddelar att man hittat det man trodde var Solsystemets nionde planet [2].
- 28 mars – Konstantinopel får officiellt namnet Istanbul.[8]

### April
- 1 april – Josef von Sternbergs film "Blå ängeln" har biopremiär i Berlin med Marlene Dietrich i huvudrollen [2].
- 4 april – Inbördeskrig i Kina [9].
- 12 april – Nyligen avlidna svenska drottningen Victoria av Baden begravs [10]

### Maj
- 2 maj – Nils Ferlin debuterar med diktsamlingen En döddansares visor [2] och Harry Martinson recenserar med orden "det är äkta lyrik" [11].
- 11 maj – Lillaverkemeteoritens nedslag, ett av få bevittnade meteoritnedslag i Sverige.
- 15 maj – Sjuksköterskan Ellen Church blir världens första flygvärdinna då hon medföljer på en flygning mellan de amerikanska städerna Oakland och Chicago.[12]
- 16 maj
  - 6 000 personer omkommer vid översvämningar i Burma.[5]
  - Stockholmsutställningen, som betecknar den funktionalistiska stilens ("Funkisen") genombrott, öppnas på Djurgårdsbrunnsviken [2]. Planetariet och utställningen Svea Rike är populärast. Bostadsutställningen med Gunnar Asplund som arkitekt är huvudattraktion. Över 4 miljoner besökare ser utställningen under drygt fyra månader.[11] Även sommarstugan som byggidé lanseras där [13]
- 21 maj – Sveriges riksdag beslutar om fri fart på svenska vägar.[1]
- 25 maj – Passtvånget slopas för skandinaver vid resor över Öresund.[1]
- 26 maj – Düsseldorfmördaren, Peter Kürten grips. Kürten har erkänt 20 mord och lika många mordbränder.[14]
- 31 maj – Den svenska riksdagen avslår regeringens förslag om höjning av spannmålstullarna.

### Juni
- 2 juni – I Sverige faller Arvid Lindmans regering på avslaget om spannmålstullarna och avgår, när den inte får stöd från Sveriges riksdag.[2]
- 6 juni – Några butiker i Springfield, Massachusetts erbjuder för första gången kunderna djupfrysta livsmedel.[2]
- 7 juni – Frisinnade ledaren Carl Gustaf Ekman bildar svensk regering och även blir försvarsminister.[1]
- 12 juni – Max Schmeling (av Tyskland) besegrar Jack Sharkey (av USA) då Sharkey diskvalificeras för slag under bältet då de två i New York gör upp om världsmästartiteln i tungviktsboxning, som lämnats vakant sedan Gene Tunney dragit sig tillbaka obesegrad.[2]
- 30 juni – De sista ockupationstrupperna lämnar Rhenlandet efter tio år.[2]

### Juli
- 3 juli – First Eastern Women's Congress äger rum i Damaskus.
- 7–11 juli – Fackföreningsinternationalen håller ett möte i Stockholm.
- 17 juli – EPA öppnar på Söder i Stockholm, och har standardiserat billighetssortiment [1].
- 30 juli – Uruguay vinner med 4-2 mot Argentina i Montevideo då första VM-finalen i fotboll spelas i Montevideo [2].

### Augusti
- 6 augusti – Resterna av Salomon August Andrées nordpolsexpedition 1897 återfinns på Vitön utanför Spetsbergen [2].
- 11 augusti – Den första helt svenskproducerade talfilmen, För hennes skull, med Inga Tidblad och Gösta Ekman d.ä., har biopremiär i Stockholm [1].
- 20 augusti – Jussi Björling debuterar på operan som Don Ottavio i Mozarts Don Juan [1].
- 22 augusti – Det meddelas att Salomon August Andrées nordpolsexpedition 1897 återfunnits [15].
- 23 augusti – Nyheten om att Salomon August Andrées nordpolsexpedition 1897 fynd är förstasidesnyhet i flera svenska tidningar [15].

### September
- 6 september – Damfriidrottstävlingen Internationella kvinnospelen 1930 inleds i Prag, 17 nationer deltar, till 9 september
- 14 september – NSDAP går starkt framåt vid tyska riksdagsvalet, från 2,6 1928 till 18,3 [2]. Även kommunisterna går starkt framåt [9]. NSDAP får totalt 6.202.957 röster vilket ger dem 103 mandat i den tyska riksdagen, mot tidigare 12.
- 24 september – Det jättelika tyska luftskeppet Graf Zeppelin gör en lov över Stockholm [1].
- 25 september – Stoftet efter medlemmarna i Andrées ballongfärd återförs till Sverige under storartade hyllningar på olika sätt.

### Oktober
- 5 oktober – 48 personer omkommer då ett brittiskt luftskepp störtar över Frankrike [16].

### November

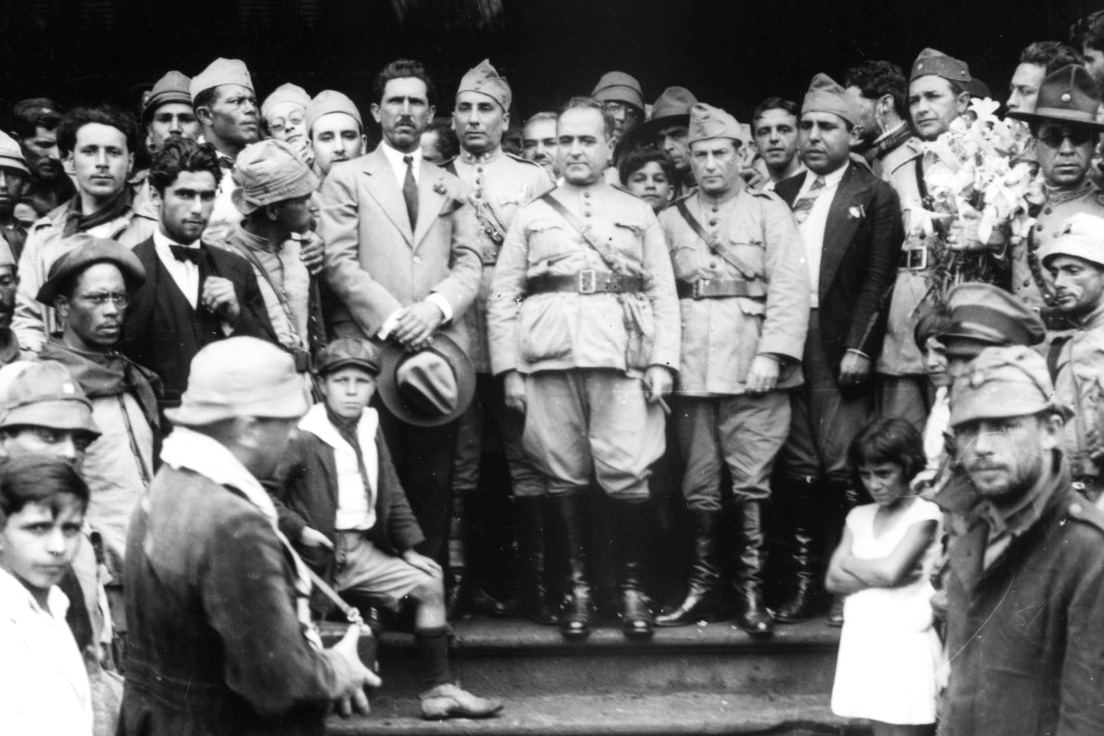
Brasilianska revolutionen 1930.

- 1 november – Funkisutställningen i Stockholm stängs  [17].
- 2 november – Ras Tafari Mahonen kröns till Abessiniens kejsare som Haile Selassie [2].
- 3 november – Efter en militärkupp i Brasilien utses Getúlio Dorneles Vargas till landets president.
- 11 november – Finlands riksdag antar en lag som förbjuder kommunister i parlamentet [9].
- November – Nya regler för svenska polisen medför, att svenska poliser endast får använda batong på dagtid, men sabel på kvällstid, vilket pågår till 1933.

### December

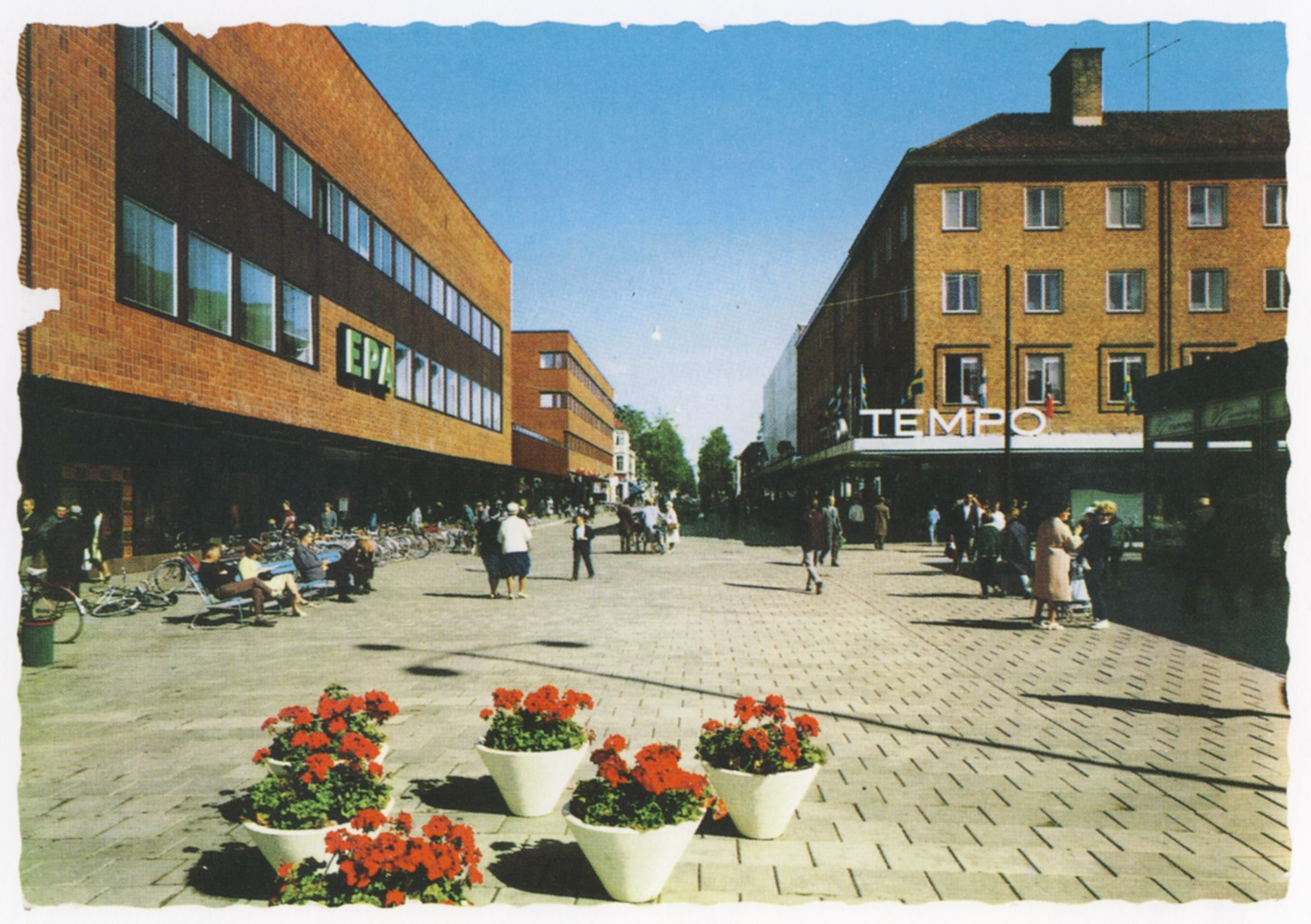
EPA

- 7 december – Television demonstreras för första gången i Sverige på biografen Röda Kvarn i Stockholm [2]. Skådespelaren Fridolf Rhudin syns i rutan [11].
- 10 december – Svenske ärkebiskopen Nathan Söderblom får Nobels fredspris för sitt ekumeniska arbete [1].
- 17 december – EPA öppnar på Söder i Stockholm sitt första varuhus [11], med standardiserat billighetssortiment. Allt ska kosta under en svensk krona.
- 31 december – Lagen om åtta timmars arbetsdag antages definitivt i Sverige efter en försöksperiod på elva år.

### Okänt datum
- 3 000 personer omkommer vid en jordbävning i Iran [5].
- 2 000 personer omkommer vid en jordbävning i Neapel [5].
- Sverige inför sin första narkotikaförordning [18].
- AB Kreuger & Toll redovisar för 1929 en nettovinst av 29.118.841 kr, mot 19.853.870 föregående år. Utdelningen föreslås till 30 procent.
- Den svenske socialdemokraten Ernst Wigforss lanserar i en riksdagsmotion keynesianismen som ekonomisk teori för krisbekämpning.
- Inmalningstvång för handelskvarnar och spannmålsreglering införs i Sverige.
- Oslokonventionen undertecknas för att hålla tullarna mellan de nordiska länderna nere, vilket dock misslyckas.
- Varje svenskt län får ett centralbibliotek.
- Fascisten Per Engdahl bildar Föreningen Det Nya Sverige, som senare blir Riksförbundet Det Nya Sverige.
- Sverige får sin första utländska kvinnliga ambassadör, när sovjetiska Aleksandra Kollontaj blir ambassadör i Stockholm.
- Karl Marx' Kapitalet utkommer på svenska i översättning av Rickard Sandler.
- De svenska hembiträdenas antal når sin topp på 145 000 [19].
- Benito Mussolini håller tal inför 100 000 fascister i Livorno vilket i fråga om hätskhet saknar sitt motstycke. Talet, som främst riktar sig mot Frankrike, avslutas med orden "Ord äro sköna, men kanoner, kulsprutor, fartyg och aeroplan äro ännu skönare".
- Jetmotorn uppfinns av Frank Whittle.
- Edvin Adolphson spelar in den första talfilmen på svenska, När rosorna slår ut.
- I Sverige blir folkskolestyrelse genom lag obligatorisk i kommun där skoldistriktet sammanfaller med kommungränserna och där det finns kommunalfullmäktige.
- Omkring 120 000 flickor och kvinnor i Norge arbetar i husligt arbete.[20]

## Födda

### Första kvartalet

#### Januari
- 2 januari – Werner Vögeli, schweizisk-svensk kock och hovtraktör. (död 2007)
- 3 januari – Robert Loggia, amerikansk skådespelare. (död 2015)
- 5 januari – Bengt Dennis, svensk nationalekonom, journalist och ämbetsman.
- 19 januari – Tom Cox, brittisk parlamentsledamot för Labour 1970–2005. (död 2018)
- 20 januari – Buzz Aldrin, amerikansk rymdfarare, andra mannen på månen.
- 22 januari – Kerstin Bratt, svensk skådespelare. (död 2011)
- 23 januari
  - William Pogue, amerikansk rymdfarare. (död 2014)
  - Derek Walcott, luciansk författare, nobelpristagare. (död 2017)
- 26 januari – Jan-Olof Rydqvist, svensk skådespelare och manusförfattare. (död 1977)
- 27 januari – Bobby Bland, amerikansk musiker. (död 2013)
- 28 februari – Osman El-Sayed, egyptisk brottare. (död 2013)
- 30 januari – Gene Hackman, amerikansk skådespelare. (död 2025)
- 31 januari – Joakim Bonnier, svensk racerförare. (död 1972)

#### Februari
- 5 februari – Ilon Wikland, estnisk-svensk illustratör.
- 10 februari – Robert Wagner, amerikansk skådespelare.
- 11 februari – Mary Quant, brittisk modeskapare. (död 2023)
- 17 februari – Ruth Rendell, brittisk kriminalförfattare. (död 2015)
- 22 februari – Edward D. Hoch, amerikansk kriminalförfattare. (död 2008)
- 26 februari – Lazar Berman, rysk pianist. (död 2005)
- 27 februari
  - Martin Lönnebo, svensk författare och biskop i Linköpings stift 1980–1995. (död 2023)
  - Joanne Woodward, amerikansk skådespelare.
- 28 februari – Arne Weise, svensk journalist och TV-man. (död 2019)

#### Mars
- 3 mars – Ion Iliescu, rumänsk politiker, president 1990–1996 och 2000–2004.
- 6 mars – Lorin Maazel, amerikansk dirigent. (död 2014)
- 17 mars – James B. Irwin, amerikansk rymdfarare, åttonde mannen på månen. (död 1991)
- 22 mars
  - Pat Robertson, amerikansk TV-predikant. (död 2023)
  - Stephen Sondheim, amerikansk kompositör och textförfattare. (död 2021)
- 24 mars – Steve McQueen, amerikansk skådespelare, regissör och producent. (död 1980)
- 26 mars
  - Sandra Day O'Connor, amerikansk jurist; ledamot av USA:s högsta domstol 1981–2005, den första kvinnliga domaren där. (död 2023)
  - Sigge Parling, svensk fotbolls-, bandy- och ishockeyspelare. (död 2016)
- 27 mars – David Janssen, amerikansk skådespelare. (död 1980)
- 28 mars – Gun Arvidsson, svensk skådespelare, teaterregissör och teaterpedagog. (död 2004)
- 30 mars – John Astin, amerikansk skådespelare.
- 31 mars – Julián Herranz Casado, spansk kardinal.

### Andra kvartalet

#### April
- 2 april – Barbro Ericson, svensk operasångerska (contralto).
- 3 april – Helmut Kohl, tysk politiker, förbundskansler 1982–1998. (död 2017)
- 9 april – Arne Berglie, norsk-svensk ingenjör. (död 2021)
- 10 april – Ray Blanton, amerikansk demokratisk politiker. (död 1996)
- 11 april
  - Nicholas F. Brady, amerikansk republikansk politiker, USA:s finansminister 1988–1993.
  - Anton LaVey, amerikansk författare, den moderna satanismens grundare. (död 1997)
- 15 april – Vigdís Finnbogadóttir, Islands president 1980–1996 och världens första demokratiskt valda kvinnliga president.
- 24 april – Richard Donner, amerikansk regissör, manusförfattare och filmproducent. (död 2021)
- 28 april – James Baker, amerikansk politiker, stabschef i Vita Huset 1981–1985, utrikesminister 1989–1992.

#### Maj
- 2 maj – Yoram Kaniuk, israelisk författare, konstnär, journalist och teaterkritiker. (död 2013)
- 5 maj – Hans Abramson, svensk regissör och manusförfattare. (död 2012)
- 18 maj – Alf Nilsson, svensk skådespelare. (död 2018)
- 20 maj – Miguel Seijas, uruguayansk roddare.
- 22 maj – Harvey Milk, amerikansk politiker. (död 1978)
- 23 maj – Paul Andersson, svensk poet. (död 1976)
- 26 maj – Sivuca, brasiliansk dragspelare. (död 2006)
- 27 maj – John Barth, amerikansk författare. (död 2024)
- 28 maj – Pat Saiki, amerikansk republikansk politiker, kongressledamot 1987–1991.
- 31 maj – Clint Eastwood, amerikansk skådespelare, regissör och producent.

#### Juni
- 2 juni
  - Charles P. Conrad, amerikansk rymdfarare, tredje mannen på månen. (död 1999)
  - Babulal Gaur, indisk politiker. (död 2019)
- 6 juni – Annalisa Wenström, svensk skådespelare. (död 1964)
- 8 juni – Bo Widerberg, svensk filmregissör[1]. (död 1997)
- 11 juni
  - Elisabeth Granneman, norsk skådespelare. (död 1992)
  - Charles B. Rangel, amerikansk demokratisk politiker, kongressledamot 1971–2017.
- 12 juni – Jim Nabors, amerikansk skådespelare. (död 2017)
- 19 juni – Gena Rowlands, amerikansk skådespelare. (död 2024)
- 20 juni – Magdalena Abakanowicz, polsk textilkonstnär. (död 2017)
- 28 juni – Joachim Hansen, tysk skådespelare. (död 2007)
- 30 juni – Donn F. Eisele, amerikansk rymdfarare. (död 1987)

### Tredje kvartalet

#### Juli
- 11 juli – Harold Bloom, amerikansk litteraturvetare. (död 2019)
- 14 juli – Ruth Drexel, tysk skådespelare. (död 2009)
- 17 juli – Sigge Ericsson, svensk skridskoåkare. (död 2019)
- 29 juli – Per Sjöstrand, svensk skådespelare, regissör och manusförfattare. (död 2008)

#### Augusti
- 1 augusti
  - Pierre Bourdieu, fransk sociolog. (död 2002)
  - Lawrence Eagleburger, amerikansk republikansk politiker och diplomat, USA:s utrikesminister 1992–1993. (död 2011)
- 2 augusti
  - Bertil Johansson, svensk lantbrukare och centerpartistisk politiker. (död 2018)
  - Inger Sandberg, svensk författare. (död 2023)
- 4 augusti – Hans Dahlberg, svensk skådespelare och TV-programledare. (död 2019)
- 5 augusti – Neil Armstrong, amerikansk rymdfarare, första mannen på månen. (död 2012)
- 7 augusti – Majken Johansson, svensk poet. (död 1993)
- 8 augusti – Lars Björkman, svensk författare och manusförfattare. (död 2016)
- 10 augusti – Martha Keys, amerikansk demokratisk politiker, kongressledamot 1975–1979.
- 16 augusti – Robert Culp, amerikansk skådespelare, regissör och författare. (död 2010)
- 20 augusti
  - Folke Asplund, svensk skådespelare. (död 2010)
  - Robert Wareing, brittisk politiker, parlamentsledamot 1983–2010. (död 2015)
- 22 augusti – Rolf Billberg, svensk jazzmusiker. (död 1966)
- 25 augusti – Sean Connery, skotsk skådespelare. (död 2020)

#### September
- 3 september – Catherine Baker Knoll, amerikansk demokratisk politiker. (död 2008)
- 9 september
  - Frank Lucas, amerikansk drogsmugglare. (död 2019)
  - Sonny Rollins, amerikansk jazzsaxofonist.
- 17 september
  - Radja Jerosjina, sovjetisk längdskidåkare. (död 2012)
  - Edgar Mitchell, amerikansk rymdfarare, sjätte mannen på månen. (död 2016)
  - Thomas P. Stafford, amerikansk rymdfarare. (död 2024)
- 18 september – Jan Askild, svensk bokförläggare.
- 23 september – Ray Charles, amerikansk pianist och sångare. (död 2004)
- 24 september – John W. Young, amerikansk rymdfarare, nionde mannen på månen. (död 2018)
- 28 september – Rune Hallberg, svensk skådespelare och sångare.
- 29 september – Colin Dexter, brittisk författare. (död 2017)

### Fjärde kvartalet

#### Oktober
- 1 oktober – Richard Harris, irländsk skådespelare. (död 2002)
- 6 oktober – Hafez al-Assad, syrisk militär och politiker, president 1971–2000. (död 2000)
- 10 oktober – Harold Pinter, brittisk dramatiker, regissör, skådespelare, poet och politisk aktivist. (död 2008)
- 11 oktober – Sam Johnson, amerikansk republikansk politiker. (död 2020)
- 14 oktober
  - Mobutu Sese Seko, kongolesisk militär och politiker, Zaires president 1965–1997. (död 1997)
  - Alan Williams, brittisk parlamentsledamot. (död 2014)
- 15 oktober – Ned McWherter, amerikansk demokratisk politiker, guvernör i Tennessee 1987–1995. (död 2011)
- 24 oktober – The Big Bopper, amerikansk rockmusiker och låtskrivare. (död 1959)
- 29 oktober
  - Bernie Ecclestone innehavare av de kommersiella rättigheterna i formel 1.
  - Niki de Saint Phalle, fransk konstnär. (död 2002)
- 31 oktober – Michael Collins, amerikansk rymdfarare. (död 2021)

#### November
- 4 november – Arjun Singh, indisk politiker, minister för personalutveckling 2004–2009. (död 2011)
- 9 november – Helena Fernell, svensk skådespelare och dansare.
- 13 november – Tage Severin, svensk skådespelare och sångare. (död 2016)
- 16 november
  - Orvar Bergmark, svensk fotbollsspelare och bandyspelare. (död 2004)
  - Salvatore Riina, italiensk maffialedare. (död 2017)
- 21 november – Gerard Lindqvist, svensk skådespelare. (död 2011)
- 22 november – Owen Garriott, amerikansk astronaut. (död 2019)
- 23 november – Bill Brock, amerikansk republikansk politiker. (död 2021)
- 26 november – Rolf Hossinger, svensk pilot. (död 2005)
- 30 november – G. Gordon Liddy, amerikansk radiopersonlighet. (död 2021)

#### December
- 3 december – Jean-Luc Godard, fransk filmregissör. (död 2022)
- 4 december – Ronnie Corbett, brittisk komiker. (död 2016)
- 8 december – Maximilian Schell, österrikisk-schweizisk skådespelare, regissör och författare. (död 2014)
- 10 december – Clayton Yeutter, amerikansk republikansk politiker, USA:s jordbruksminister 1989–1991. (död 2017)
- 16 december – Bill Young, amerikansk republikansk politiker, kongressledamot 1971–2013. (död 2013)
- 20 december – Margaretha Meyerson, svensk skådespelare och sångerska. (död 2015)
- 21 december – Kalevi Sorsa, finländsk politiker, statsminister 1972–1975, 1977–1979 och 1982–1987. (död 2004)
- 28 december – Hans Holmér, chef för säkerhetspolisen 1970–1976. (död 2002)
- 29 december – Lissi Alandh, svensk skådespelare. (död 2008)
- 31 december
  - Lasse Holmqvist, svensk tv-programledare, journalist och författare. (död 1996)
  - Henry Sidoli, svensk manusförfattare och regissör. (död 1997)

## Avlidna

### Första kvartalet

#### Januari
- 1 januari – Peter Brynie Lindeman, 71, norsk organist, violoncellist och kompositör.
- 7 januari – Jacob Breda Bull, 76, norsk författare.
- 19 januari – Frank P. Ramsey, 26, brittisk matematiker, filosof och ekonom.

#### Februari
- 9 februari
  - Paul Levi, 46, tysk politiker.
  - Richard With, 83, norsk affärsman och politiker, känd som Hurtigrutens fader.
- 13 februari
  - Conrad Ansorge, 67, tysk pianist och kompositör.
  - Anton Faistauer, 42, österrikisk målare.
- 14 februari – Fred Dubois, 78, amerikansk politiker, senator 1891–1897 och 1901–1907.
- 15 februari
  - Giulio Douhet, 60, italiensk militär.
  - Charles F. Johnson, 71, amerikansk demokratisk politiker och jurist, senator 1911–1917.
- 22 februari – Mabel Normand, 35, amerikansk skådespelare.
- 23 februari – Horst Wessel, 22, tysk nazist.
- 24 februari – Christian Theodor Holtfodt, 66, norsk militär och politiker, Norges försvarsminister 1914–1919.
- 26 februari – Rafael Merry del Val y Zulueta, 64, spansk kardinal och teolog.

#### Mars

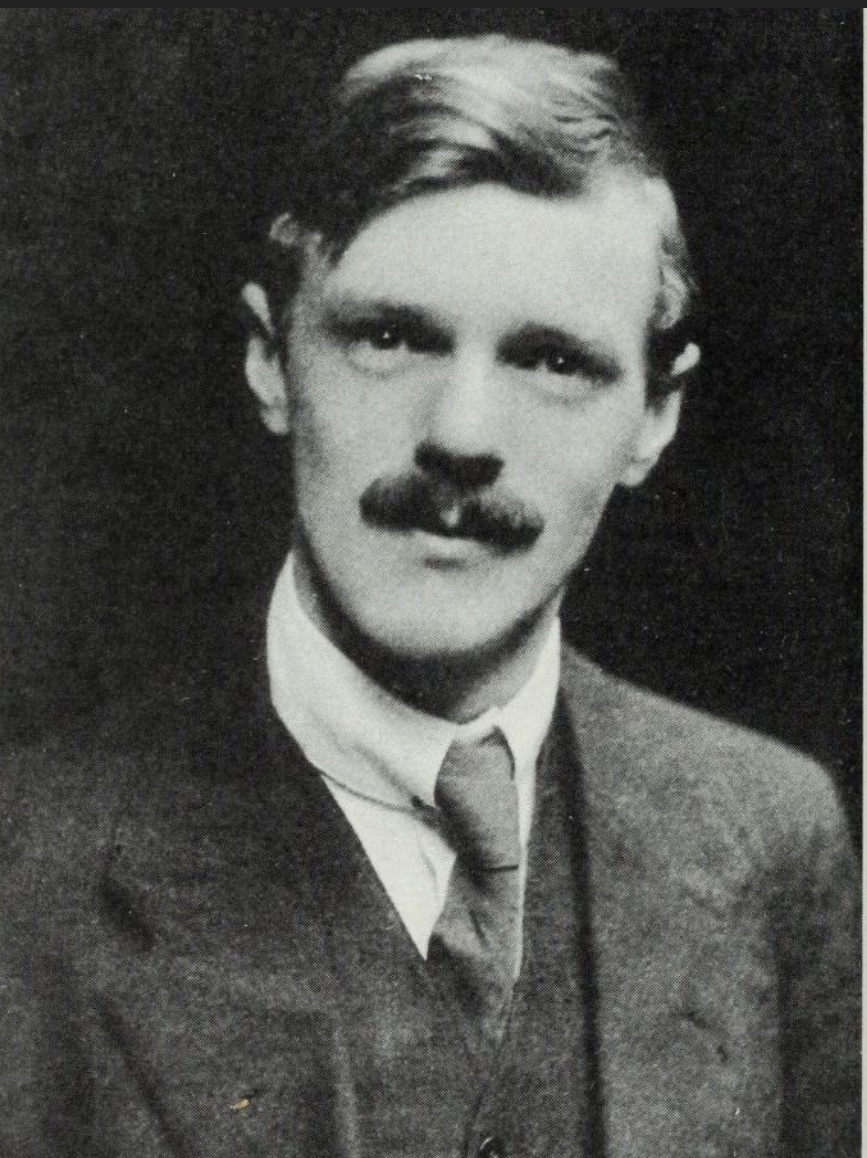
Den brittiske författaren D.H. Lawrence avled den 2 mars, 44 år gammal.

- Den brittiske författaren D.H. Lawrence avled den 2 mars, 44 år gammal.2 mars – D.H. Lawrence, 44, brittisk författare.
- 6 mars – Alfred von Tirpitz, 80, tysk sjömilitär.
- 8 mars – William Howard Taft, 72, amerikansk politiker, USA:s president 1909–1913.
- 11 mars – Silvio Gesell, 67, tysk anarkist och ekonom.
- 12 mars – Alois Jirásek, 78, tjeckisk författare.
- 14 mars – Martin Grove Brumbaugh, 67, amerikansk republikansk politiker, guvernör i Pennsylvania 1915–1919.
- 16 mars – Miguel Primo de Rivera, 60, spansk general och politiker.
- 19 mars – Arthur Balfour, 81, brittisk politiker, Storbritanniens premiärminister 1902–1905.
- 22 mars – Gastone Brilli-Peri, 36, italiensk racerförare.
- 29 mars – Anton Bettelheim, 78, österrikisk författare och översättare.

### Andra kvartalet

#### April
- 1 april – Cosima Wagner, 92, dotter till Franz Liszt.
- 2 april – Zewditu I, 53, Etiopiens kejsarinna sedan 1916.
- 3 april
  - Emma Albani, 82, kanadensisk operasångare (sopran).
  - Ellen Wester, 57, svensk översättare och författare.
- 4 april – Victoria av Baden, 67, drottning av Sverige sedan 1907, gift med Gustaf V, död i sin villa i Rom, mestadels bosatt utanför Sverige sedan 1926[2].
- 7 april – Octaviano Ambrosio Larrazolo, 70, mexikansk-amerikansk politiker, guvernör i New Mexico 1919–1921, senator 1928–1929.
- 12 april – Joseph König, 86, tysk kemist.
- 13 april – Agnes Branting, 68, svensk textilkonstnär och författare.
- 14 april – Vladimir Majakovskij, 36, rysk författare och bildkonstnär.
- 22 april – Jeppe Aakjær, 63, dansk författare.
- 28 april – Alfred William Finch, 75, belgisk-finländsk konstnär.

#### Maj
- 1 maj – Emil Genetz, 77, finländsk kompositör.
- 8 maj – Henning Mankell, 61, svensk kompositör.
- 11 maj – Nils Kreuger, 71, svensk konstnär.
- 12 maj – Pieter Jelles Troelstra, 70, nederländsk politiker.
- 13 maj
  - Helene Lange, 82, tysk kvinnosakskämpe.
  - Fridtjof Nansen, 68, norsk upptäcktsresande, oceanograf, zoolog och diplomat, nobelpristagare.
- 14 maj – John P. Buchanan, 82, amerikansk demokratisk politiker, guvernör i Tennessee 1891–1893.

#### Juni
- 5 juni – Jacques Hermant, 75, fransk arkitekt.
- 8 juni – Leopold Ambronn, 75, tysk astronom.
- 10 juni – Adolf von Harnack, 79, tysk teolog och historiker.
- 13 juni – Henry Segrave, 33, brittisk racerförare.
- 18 juni – Anna Whitlock, 78, svensk kvinnosakskämpe.
- 20 juni – Kristian Erslev, 77, dansk historiker.
- 22 juni – Karl von Amira, 82, tysk rättshistoriker.

### Tredje kvartalet

#### Juli
- 7 juli
  - Arthur Conan Doyle, 71, brittisk författare, skapare av berättelserna om detektiven Sherlock Holmes.
  - Julius Hart, 71, tysk författare.
- 11 juli – Andon Zako Çajupi, 64, albansk författare.
- 19 juli – Oscar Blom, 53, svensk organist och kompositör.
- 23 juli – Glenn Curtiss, 52, amerikansk flygpionjär.
- 24 juli
  - Santeri Alkio, 68, finländsk författare och politiker.
  - Gustaf Johansson, 86, ärkebiskop i Åbo ärkestift inom Evangelisk-lutherska kyrkan i Finland sedan 1899.
- 27 juli – Alfred Friedrich Bluntschli, 88, schweizisk arkitekt.
- 28 juli – Allvar Gullstrand, 68, svensk ögonläkare, nobelpristagare.
- 29 juli – Alexander von Fielitz, 69, tysk kompositör.
- 30 juli – Joan Gamper, 52, schweizisk fotbollspionjär.

#### Augusti
- 3 augusti – Joseph Anton Sickinger, 71, tysk skolman.
- 4 augusti – Siegfried Wagner, 61, tysk kompositör och dirigent.
- 7 augusti – James D. Phelan, 69, amerikansk demokratisk politiker och bankman, senator 1915–1921.
- 11 augusti
  - Edward Angle, 75, amerikansk tandläkare.
  - Adolf Schirmer, 79, norsk arkitekt.
- 18 augusti – Clara Wæver, 75, dansk textilkonstnär.
- 25 augusti – Daniel Wadén, 80, finländsk företagsledare.
- 26 augusti
  - Lon Chaney, 47, amerikansk skådespelare.
  - Thomas Sterling, 79, amerikansk republikansk politiker, senator 1913–1925.
- 31 augusti – Eduard Meyer, 75, tysk historiker.

#### September
- 5 september – Carl Panzram, 39, amerikansk seriemördare.
- 4 september – Vladimir Arsenjev, 57, rysk forskningsresande.
- 18 september – John Lind, 76, svensk-amerikansk politiker.
- 19 september – Hendrik Zwaardemaker, 73, nederländsk fysiolog.
- 23 september – Charles Manly Stedman, 89, amerikansk demokratisk politiker, kongressledamot 1911–1930.
- 24 september
  - Otto Mueller, 55, tysk expressionistisk målare och grafiker.
  - Oskar Emil Tudeer, 80, finländsk filolog.
- 25 september – Abram Archipov, 68, rysk konstnär.
- 29 september
  - Bruno Granholm, 73, finländsk arkitekt.
  - Ilja Repin, 86, rysk målare.
- 30 september – Eduard Polón, 69, finländsk industrialist och politiker.

### Fjärde kvartalet

#### Oktober
- 1 oktober – Riccardo Drigo, 84, italiensk kompositör och dirigent.
- 3 oktober – Friedrich Ludwig, 58, tysk musikhistoriker.
- 5 oktober – Stina Berg, 60, svensk skådespelare.
- 24 oktober – Paul Appell, 75, fransk matematiker.
- 30 oktober – Sakichi Toyoda, 63, japansk industrialist.

#### November
- 2 november – Viggo Jensen, 56, dansk tyngdlyftare, skytt, gymnast och friidrottare.
- 5 november – Christiaan Eijkman, 72, nederländsk hygieniker.
- 9 november – Tasker Howard Bliss, 76, amerikansk militär.
- 11 november – T. Coleman du Pont, 66, amerikansk republikansk politiker och affärsman, senator 1921–1922 och 1925–1928.
- 12 november – John M. Gearin, 79, amerikansk demokratisk politiker, senator 1905–1907.
- 15 november – Alfred Wegener, 50, tysk meteorolog, geofysiker och paleogeograf.
- 18 november – Käthe Schirmacher, 65, tysk kvinnosakskämpe.
- 21 november – Ernst Fuchs, 79, österrikisk oftalmolog.
- 22 november – August Heisenberg, 61, tysk filolog.
- 24 november – René Blondlot, 81, fransk fysiker.
- 26 november – Otto Sverdrup, 76, norsk polarforskare.

#### December
- 3 december – Václav Laurin, 65, tjeckisk entreprenör.
- 8 december – Charles D. Kimball, 71, amerikansk republikansk politiker, guvernör i Rhode Island 1901–1903.
- 12 december – Lee Slater Overman, 76, amerikansk politiker, senator 1903–1930.
- 13 december – Fritz Pregl, 61, österrikisk kemist, nobelpristagare.
- 17 december – Frank L. Greene, 60, amerikansk republikansk politiker, senator 1923–1930.
- 18 december – Edward José, 65, belgisk skådespelare och filmregissör.
- 23 december – Vintilă Brătianu, 63, rumänsk politiker.
- 24 december – Oskar Nedbal, 56, tjeckisk kompositör.
- 25 december – Eugen Goldstein, 80, tysk fysiker.

## Nobelpris[21]
- Fysik – Venkata Raman, Indien
- Kemi – Hans Fischer, Tyskland
- Medicin – Karl Landsteiner, Österrike
- Litteratur – Sinclair Lewis, USA
- Fred – Nathan Söderblom, Sverige

### Fotnoter
1. 1 2 3 4 5 6 7 8 9 10 11  Hundra år i Sverige – 1930, Hans Dahlberg, Albert Bonniers, 1999
2. 1 2 3 4 5 6 7 8 9 10 11 12 13 14 15 16  20:e århundrades När Var Hur – 1930, Bernt Himmelstedt, Forum, 1999
3. ↑  Johan Kärnfelt (8 juli 2015). ”Pluto: Musses hund eller dödsrikets gud?”. Populär astronomi. http://www.popularastronomi.se/2015/07/pluto-musses-hund-eller-dodsrikets-gud/. Läst 18 maj 2019.
4. ↑  ”World Statesmen”. http://www.worldstatesmen.org/Queen_Maude_Land.html.
5. 1 2 3 4  Faktakalendern 2006, Semic, 2005
6. ↑  75 år Sverige, Carl-Adam Nycop, Bokförlaget Bra böcker, 1976, sidan 95 - Smuggelspriten ökar kraftigt
7. ↑  100 år med Aftonbladet – 1930, 1999
8. ↑  Caryl-Sue (4 mars 2014). ”Mar 28, 1930 CE: Istanbul, not Constantinople” (på engelska). National Geographic. Arkiverad från originalet den 7 juli 2020. https://web.archive.org/web/20200707175747/https://www.nationalgeographic.org/thisday/mar28/istanbul-not-constantinople/. Läst 18 maj 2019.
9. 1 2 3  Faktakalendern 2000 – 1930 (Utlandet) , Semic, 1999
10. ↑  75 år Sverige, Carl-Adam Nycop, Bokförlaget Bra böcker, 1976, sidan 85 - Gammelsvenskbyborna går i land
11. 1 2 3 4  Sverige 1900-talet – 1930, NE, Bra Böcker, 2000
12. ↑  Søren Bjørn-Hansen, red (2008). ”Sjuksköterska blev världens första flygvärdinna”. Vetenskapens historia (Bonniers Publications International AS) (14):  sid. 80. Läst 21 mars 2016.
13. ↑  Sverige 1900-talet – När Sverige tog semester, NE, Bra Böcker, 2000.
14. ↑  Biography.com Editors (2 april 2014. Uppdaterat: 16 april 2019). ”Peter Kurten Biography” (på engelska). Biography. https://www.biography.com/crime-figure/peter-kurten. Läst 19 maj 2019.
15. 1 2  75 år Sverige, Carl-Adam Nycop, Bokförlaget Bra böcker, 1976, sidan 88 - Sensationella André-fynd i polarisen
16. ↑  Faktakalendern 1996, Semic, 1995
17. ↑  75 år Sverige, Carl-Adam Nycop, Bokförlaget Bra böcker, 1976, sidan 87 - Funkis 1930 - en smakens brytningstid
18. ↑  ”Narkotika”. Arkiverad från originalet den 24 maj 2011. https://web.archive.org/web/20110524131828/http://members.fortunecity.com/simulatorsmusicsite/droger/narkotika.htm.
19. ↑  ”Kvinnor i arbete - Arbetaryrken”. http://www.ub.gu.se/kvinn/portaler/arbete/arbetare/?initLang=1.
20. ↑  Billedsamlingen, UB: Tjeneryrket var lenge det vanligste kvinneyrket
21. ↑  ”Nobelpriset”. https://www.nobelprize.org/prizes/lists/all-nobel-prizes/. Läst 10 april 2011.